# John Bingham (romancier)
Pour les articles homonymes, voir Bingham et John Bingham.
John Bingham, né le 3 novembre 1908, à Haywards Heath, dans le Sussex de l'Ouest, et mort le 6 août 1988, est un auteur britannique de plusieurs romans policiers et d’espionnage.

## Biographie
Fils unique du 6e Baron Clanmorris, dont il prend le titre en 1960, devenant ainsi le 7e Baron Clanmorris, il fait auparavant ses études au Cheltenham College. Il séjourne ensuite en Europe afin d’apprendre le français et l’allemand, puis devient reporter pour la presse britannique à partir de 1931.
Au début de la Seconde Guerre mondiale, il effectue son service militaire dans le génie pour le compte du Royal Engineers jusqu’en 1940, avant d'être affecté au Ministère de la Guerre. Il est alors chargé de mission d'espionnage pour le Security Service et sa mission consista à pénétrer les réseaux d'espionnage nazi constitués de sujets britanniques favorables au Reich, recrutés parmi les militants du British Union of Fascists de Oswald Mosley. Il aurait inspiré à John le Carré le personnage de George Smiley. De 1946 à 1948, il est membre de la commission de contrôle des troupes d’occupation britannique à Hanovre.
Il se lance dans l’écriture en 1952 et devient, avec Andrew Garve, l’un des précurseurs de la nouvelle école du roman policier anglais qui compte dans ses rangs John Wainwright et Ruth Rendell.
Les œuvres de John Bingham privilégient l’introspection psychologique, développent des interrogatoires d’un saisissant réalisme et remettent bien souvent en cause la probité de la police officielle ou des espions britanniques dans des récits au très lent déroulement.

## Œuvre

### Romans
- My Name is Michael Sibley (1952)

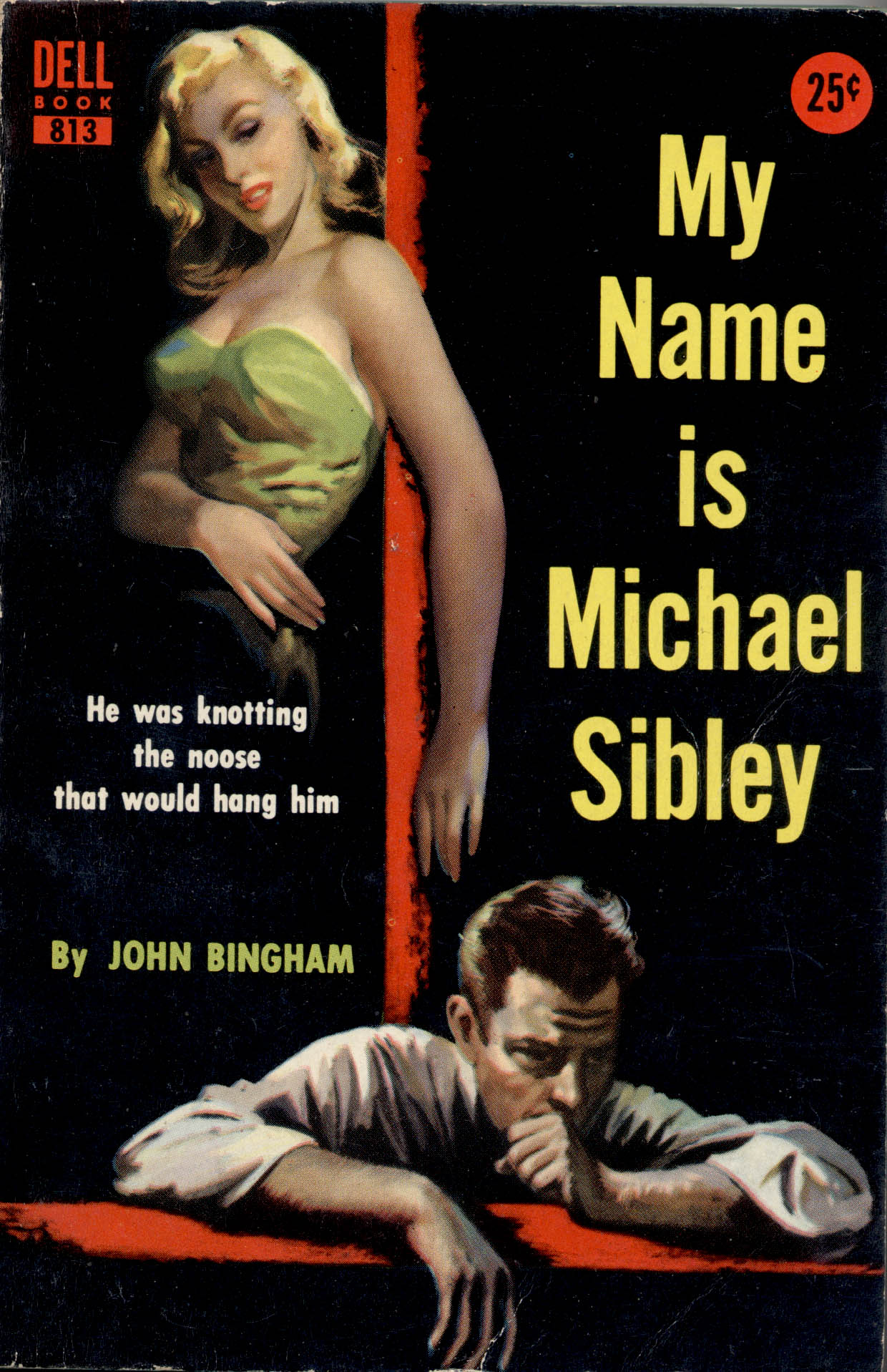
Couverture de la version américaine en livre de poche de My Name Is Michael Sibley (Dell Books, 1955, illustration de William Rose)

- Five Roundabouts to Heaven ou The Tender Poisoner (1953) Publié en français sous le titre Cinq tours jusqu’au paradis, Paris, Michel Lafon, coll. Polar, 2008
- The Third Skin ou Murder is a Witch (1954) Publié en français sous le titre La Troisième Peau, Paris, Gallimard, coll. Panique  no 3, 1963 ; réédition, Paris, Gallimard, coll. Panique, 2e série no 17, 1963 ; réédition, Paris, Gallimard, Série noire no 1601, 1973
- The Paton Street Case ou Inspector Morgan’s Dilemma (1955) Publié en français sous le titre Un sinistre Londonien, Paris, OPTA, coll. Littérature  policière no 21, 1977
- Marion ou Murder Off the Record (1957)
- Murder Plan Six (1958)
- Night’s Black Agent (1961) Publié en français sous le titre Cause toujours poupée!, Paris, Gallimard, coll. Panique  no 6, 1964 ; réédition, Paris, Gallimard, coll. Panique, 2e série no 24, 1964 ; réédition de la même traduction sous le titre Le Compagnon de la nuit, Paris, Gallimard, Série noire no 1585, 1973
- A Case of Libel (1963)
- A Fragment of Fear (1965)
- The Double Agent (1966) Publié en français sous le titre Mission boomerang, Paris, Gallimard, Série noire no 1240, 1968
- I Love, I Kill ou Good Old Charlie (1968)
- Vulture in the Sun (1971)
- God’s Defector ou Ministry of Death (1976)
- The Marriage Bureau Murders (1977)
- Deadly Picnic (1980)
- Brock (1981)
- Brock and the Defector (1982)

### Essai
- The Hunting Down of Peter Manuel (1973) (en collaboration avec William Muncie)

## Adaptations
Au cinéma
- 1970 : Fragment of Fear, film britannique de Richard C. Sarafian, d’après le roman homonyme, avec David Hemmings et Gayle Hunnicutt
- 2007 : Married Life, film américano-canadien d'Ira Sachs, d’après le roman Cinq tours jusqu’au paradis, avec Chris Cooper, Patricia Clarkson et Pierce Brosnan

À la télévision
- 1955 : Night at Lark Cottage, épisode 26, saison 3 de la série télévisée américaine Four Star Playhouse, réalisé par Robert Florey, avec Charles Boyer
- 1957 : Murder Is a Witch, épisode 40, saison 3 de la série télévisée américaine Climax!, réalisé par Ralph Nelson, d'après le roman homonyme, avec Harry Bellaver
- 1962 : Captive Audience, épisode 5, saison 1 de la série télévisée américaine Alfred Hitchcock présente, réalisé par Alf Kjellin, d'après le roman Marion, avec James Mason et Angie Dickinson
- 1962 : The Tender Poisoner, épisode 14, saison 1 de la série télévisée américaine Alfred Hitchcock présente, réalisé par Leonard Horn (en), d'après le roman homonyme, avec Dan Dailey et Howard Duff
- 1969 : Double Agent, épisode 29, saison 2 de la série télévisée américaine ITV Playhouse (en), d'après le roman homonyme, avec Leonard Rossiter

## Documentaires
- L'Affaire Jack King, de Nicolas Cotto et Benjamin Cohen, Planète +, 2015.

## Sources
- Claude Mesplède et Jean-Jacques Schleret, SN, voyage au bout de la Noire : inventaire de 732 auteurs et de leurs œuvres publiés en séries Noire et Blème : suivi d'une filmographie complète, Paris, Futuropolis, 1982, 476 p. (OCLC 11972030), p. 34.
- Claude Mesplède (dir.), Dictionnaire des littératures policières, vol. 1 : A - I, Nantes, Joseph K, coll. « Temps noir », 2007, 1054 p. (ISBN 978-2-910-68644-4, OCLC 315873251), p. 230.